# Antonio Roldán
Antonio Roldán Reyna (Città del Messico, 15 giugno 1946) è un ex pugile messicano.

## Palmarès
Olimpiadi
- 1 medaglia:
  - 1 oro (pesi piuma a Città del Messico 1968)